# Tramvaiul din Chișinău

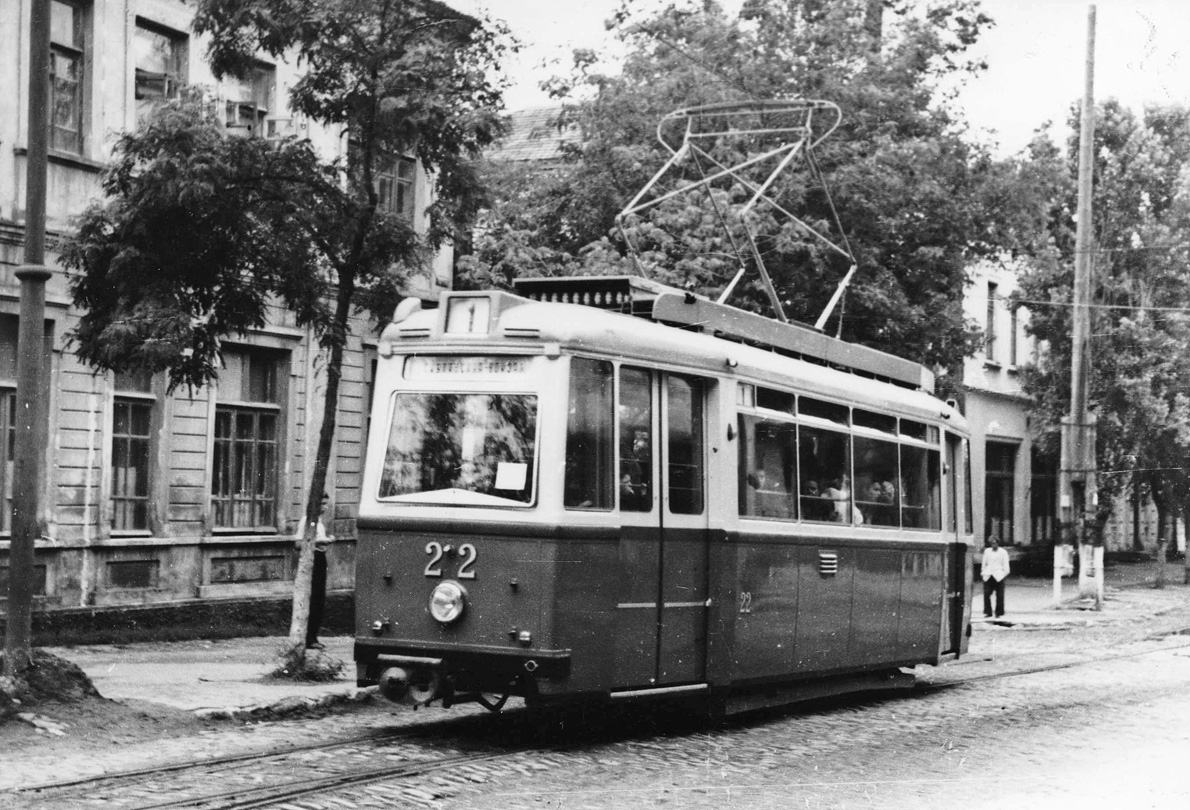
Un tramvai Gotha ET54 pe actualul bulevard Ștefan cel Mare și Sfânt (anul 1955).

Rețeaua de tramvaie din Chișinău a existat pe parcursul anilor 1889 – 1961. În prezent, Primăria municipiului examinează posibilitatea relansării traficului de tramvai prin oraș, prin construirea unui sistem de metrou ușor.

## Istoric

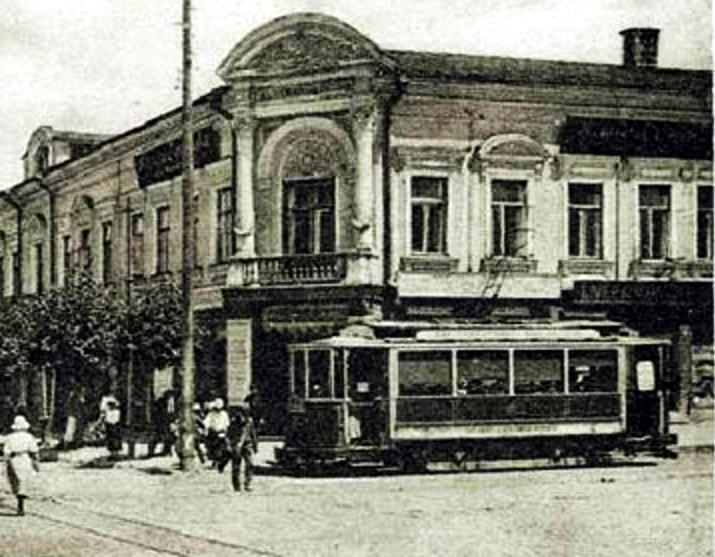
Tramvai în centrul Chișinăului (anii 1920).

Istoria sistemului de tramvai din Chișinău începe în aprilie 1888, atunci când Duma orașului decide construirea unor linii de tramvaie trase de cai. Acordul privind construcția și exploatarea în continuare a tramvaiului tractat a fost încheiat cu oameni de afaceri cunoscuți în orașul țarist: Rogazinski, Romanovici și Switalski. Astfel, într-un timp de un an pe strada Aleksandrovsk (actualul bulevard Ștefan cel Mare și Sfânt) și alte străzi centrale ale orașului au fost construite linii tramvaie trase de cai cu o lungime totală de 6 verste (6,4 km). Șinele pentru construirea căii ferate au fost turnate la o fabrică din Briansk, iar vagoanele au fost cumpărate de la Varșovia (7 vagoane fără capotă) și Odesa (7 vagoane cu capotă). Vagoane erau tractate pe șine de câte doi cai.
În 1897, Duma a adoptat proiectul construcției unor noi linii de tramvai, cu scopul de a lega centrul orașului de gara feroviară. Către 1910, lungimea totală a liniilor de tramvaie trase de cai din Chișinău ajungea la 12,5 kilometri. În anul 1910 a început transferul tramvaielor tractate la tracțiunea electrică. Duma orașului a adoptat în acest o rezoluție corespunzătoare. Din 1913, la Chișinău funcționau doar tramvaie pe baza energiei electrice și, de asemenea, a fost construită o nouă linie de tramvai de la strada Pușkin pâna la bariera Sculeni. Pe strada Aleksandrovsk tramvaiele se deplasau pe două linii. În total, la acel moment Chișinăul era operat de 4 trasee de tramvai. Lungimea totală a liniilor era de aprox. 14 de kilometri. Pe rută ieșeau zilnic până la 30 de vagoane la un moment dat.

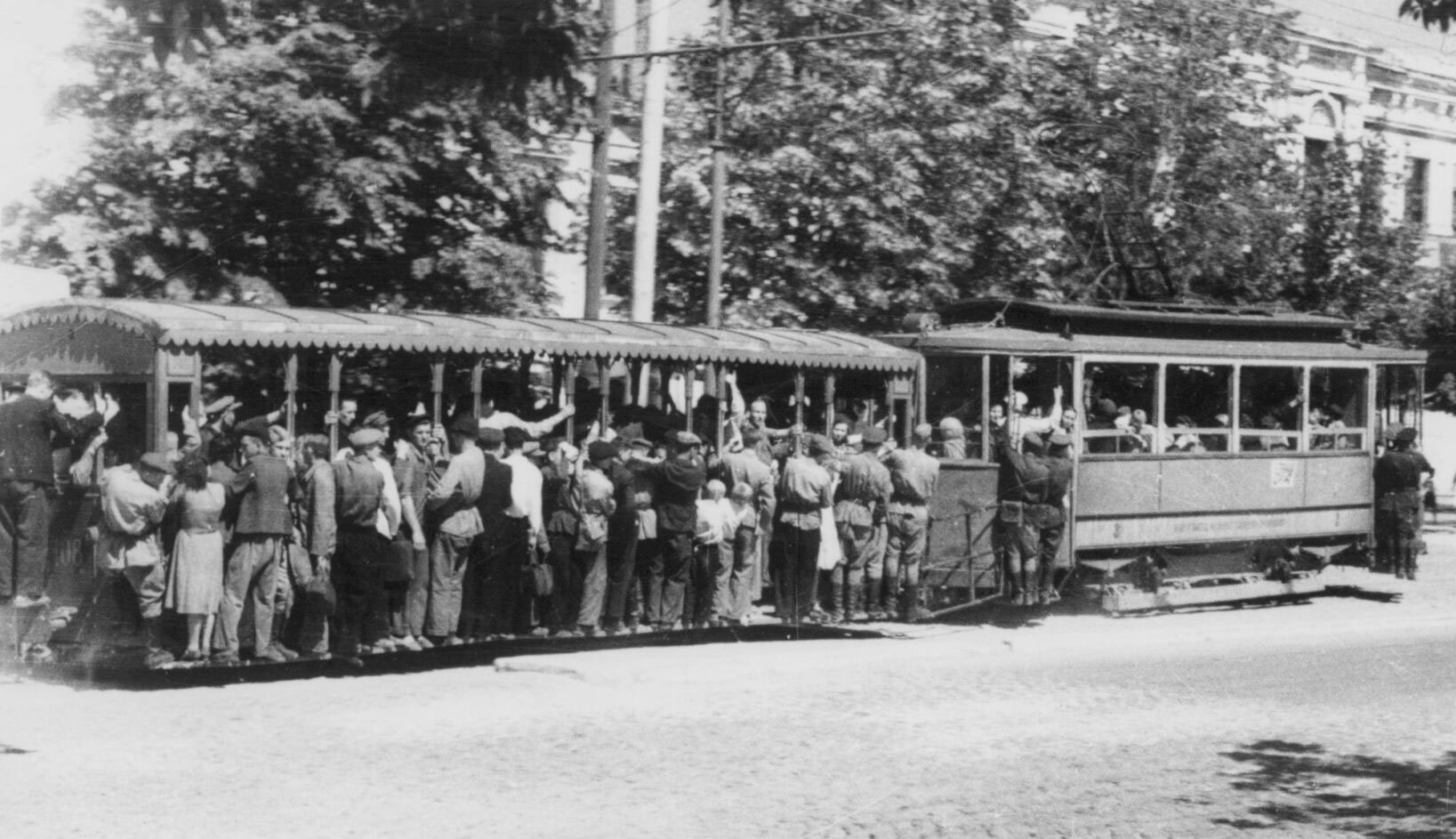
Tramvai aglomerat pe strada Lenin (actualul bulevard Ștefan cel Mare și Sfânt) în 1947.

În perioada interbelică, rețeaua de tramvaie din Chișinău a continuat să fie deținută de către o societate belgiană; compania a procurat sistemul de tramvaie în 1910. În 1939, în depoul de pe actuala stradă Mitropolit Dosoftei, cunoscut atunci drept „Parcul de tramvaie”, erau 50 de vagoane care deserveau, în total, un traseu de 11 kilometri. Din 1940, după ocuparea Basarabiei, tramvaiul din oraș a fost naționalizat.
În 1944, ca urmare a operațiunii Iași-Chișinău au fost distruse hangare și o mare parte din vagoane. Prin urmare, restabilirea rețelei de tramvai a fost lentă. Către 1952 în Chișinău funcționau doar 17 vagoane, precum și un hangar și ateliere de lucru pentru repararea materialului rulant. În 1946 „parcul” de tramvaie al orașului a fost completat cu 14 vagoane cu motor aduse la Chișinău din Germania.
Tramvaiul regulat la Chișinău, după cel de-al doilea război mondial a fost redeschis în 1946. Lungimea totală a liniilor de tramvai la acel moment era de cca. 17 de kilometri. Numărul pasagerilor transportați anual ajungea la 9 milioane de persoane. Odată cu apariția pe străzile orașului, în octombrie 1949, a troleibuzelor, rețeaua de tramvaie a început să stagneze, iar șinele de tramvaie au fost eliminate peste tot pentru a fi înlocuite cu trasee de autobuz și troleibuz. În 1961, pe străzile orașului a trecut ultimul tramvai, după care au fost eliminate toate șinile.

## Galerie de imagini

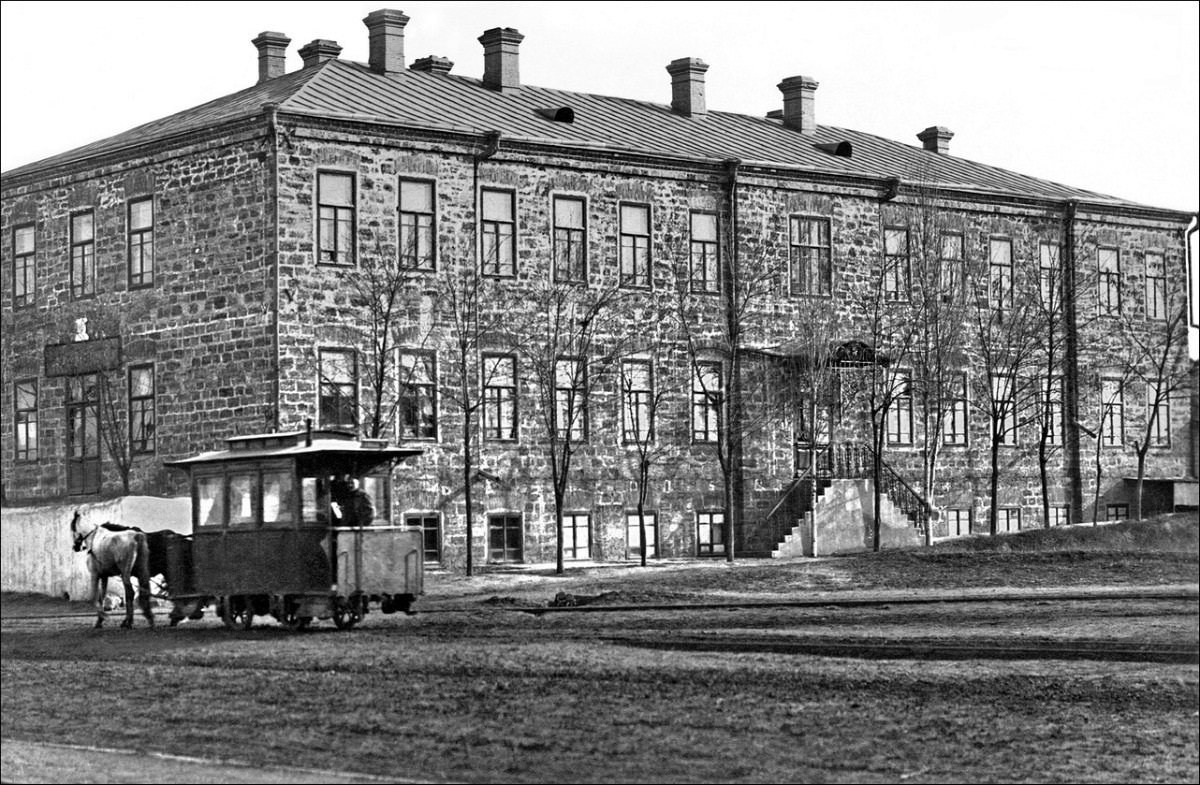
Cam așa arăta tramvaiul din Chișinău în faza incipientă (în imagine Tramvaiul din Cetatea Albă, anii 1900).
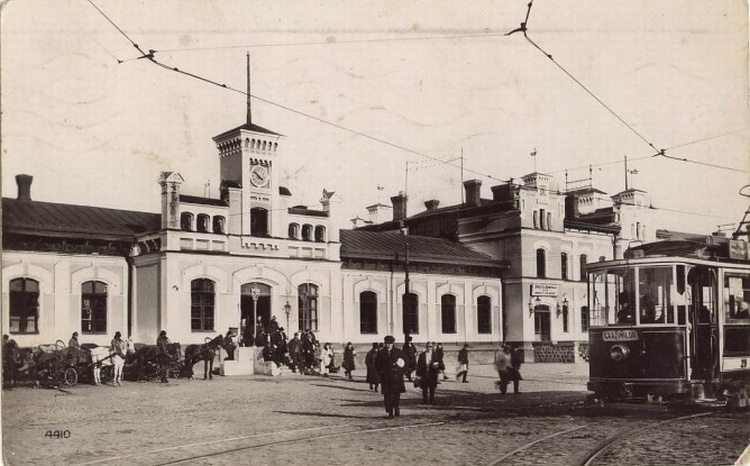
Tramvai lângă gara feroviară din oraș (anul 1936).
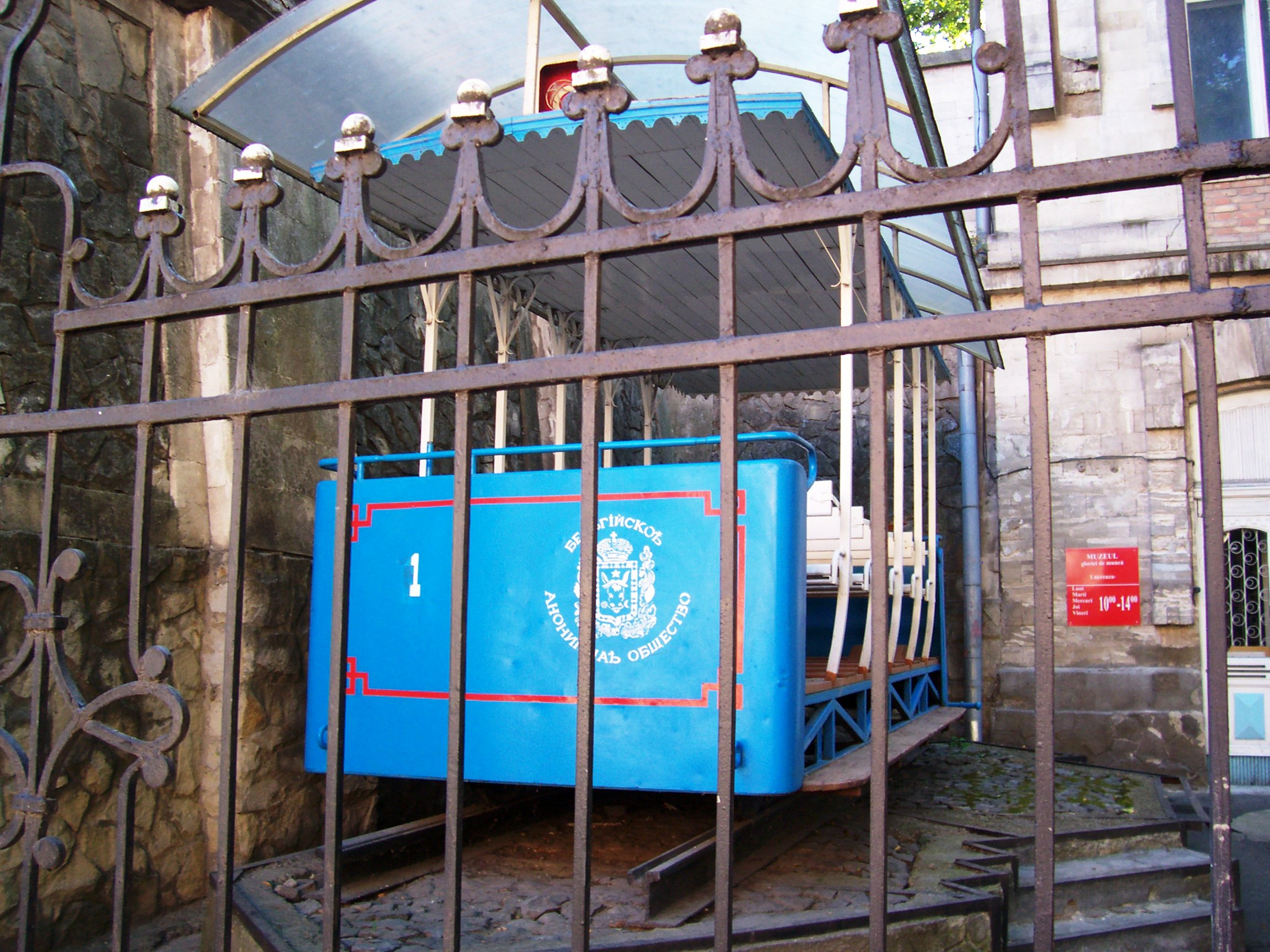
Vagon al tramvaiului tractat de cai în Muzeul transportului din Chișinău.
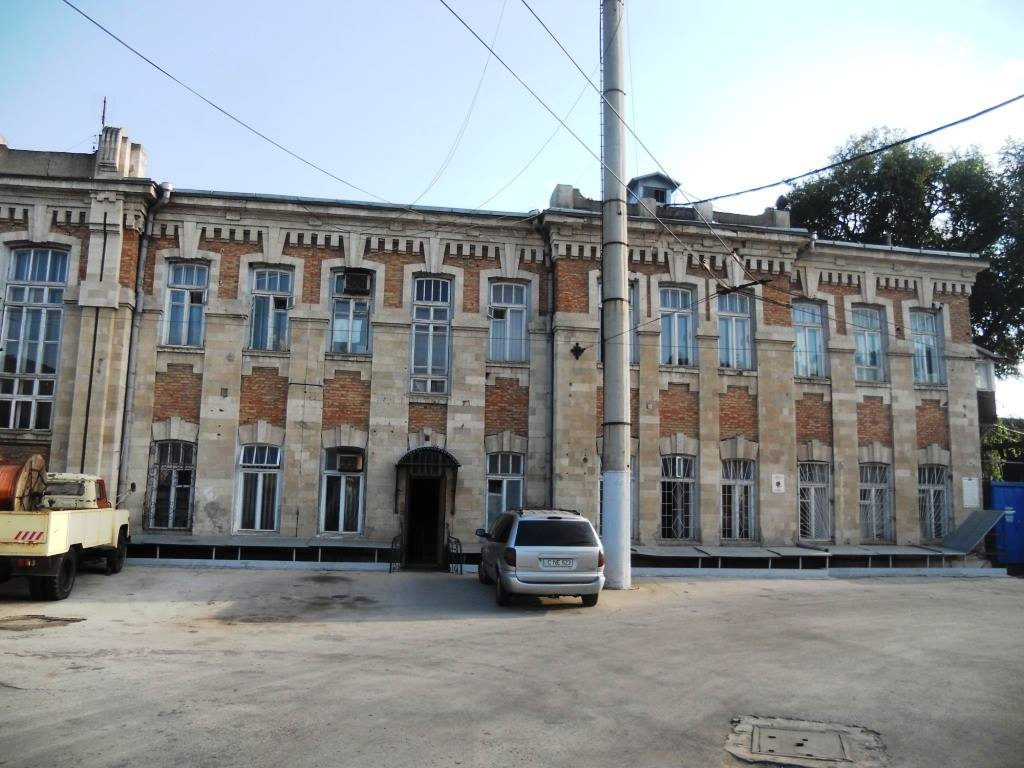
Clădirea fostului depou de tramvaie al orașului.

## Vezi și
- Complexul de clădiri ale Depoului și cârmuirii fostei societăți „Tramvaiul Chișinăului”
- Regia Transport Electric Chișinău
- Rutieră
- Autobuze în Chișinău

## Legături externe
- Tramvaiul în Chișinău în secolele XIX-XX
- ru Tramvaiul din Chișinău pe OldChișinău.com
- Povești de Chișinău. Vezi cum arătau tramvaiele de altădată și cât costă amenajarea liniilor de metrou